# Ione (Euripide)
Ione (Ἴων, Ion) è una tragedia di Euripide, rappresentata per la prima volta ad Atene, in un anno imprecisato tra il 413 ed il 410 a.C. Si tratta di una tragedia dai toni lievi e caratterizzata dal lieto fine, un filone che pare essere stato inventato dallo stesso Euripide.

## Trama
Creusa, moglie del re di Atene Xuto, aveva avuto dal dio Apollo un figlio, chiamato Ione. Il marito era ignaro di tutto ciò, e proprio per questo motivo dopo il parto Creusa aveva lasciato il bimbo in una grotta, destinato alla morte. Tuttavia, su ordine di Apollo, il dio Ermes aveva preso Ione e l'aveva portato presso l'oracolo di Delfi, a fare da servitore. Anni dopo, Creusa e Xuto si recano proprio a Delfi per sapere come mai non riescono ad avere figli. Qui Creusa e Ione si incontrano e parlano, ma non si riconoscono. L'oracolo predice a Xuto che la prima persona che incontrerà uscendo dal tempio sarà un suo figlio. All'uscita, Xuto si imbatte in Ione e, credendolo il frutto di una sua avventura passata, lo convince a seguirlo ad Atene per diventare erede al trono. Creusa non accetta la scelta del marito, poiché avrebbe voluto sul trono un proprio figlio, così progetta di uccidere Ione. Il piano fallisce e solo l'intervento della Pizia permette il riconoscimento fra madre e figlio. Infine, appare la dea Atena ex machina, che suggerisce una soluzione: tenere Ione come erede al trono, lasciando credere a Xuto che si tratti di suo figlio.

## Commento

### L'intreccio del caso
In quest'opera è soprattutto il caso (tyche) che segna gli eventi: una girandola di coincidenze e catastrofi annunciate (ma poi disattese) ai limiti dell'incredibile, una perfetta macchina teatrale che porta una madre a rinunciare al figlio per poi ritrovarlo, senza riconoscerlo, e tentare addirittura di ucciderlo. Si tratta, insomma, di un dramma ad intreccio, in cui l'attenzione è posta soprattutto al modo in cui si sviluppa la trama, e l'aspetto più propriamente tragico passa in secondo piano.

### Un dramma poco eroico
Nell'opera non esistono personaggi veramente eroici, poiché ognuno di essi è vittima del caso. Questo porta i personaggi a compiere azioni che rischierebbero di portarli verso il disastro, se non intervenissero altri personaggi dai poteri superiori (la Pizia ed Atena) a salvare la situazione. L'opera è in effetti una specie di giallo, senza però un colpevole: il vero responsabile di tutta la vicenda è il dio Apollo, che ha violentato Creusa, ma egli non si fa vedere in scena (quasi non ne avesse il coraggio), sostituito dalla dea Atena.

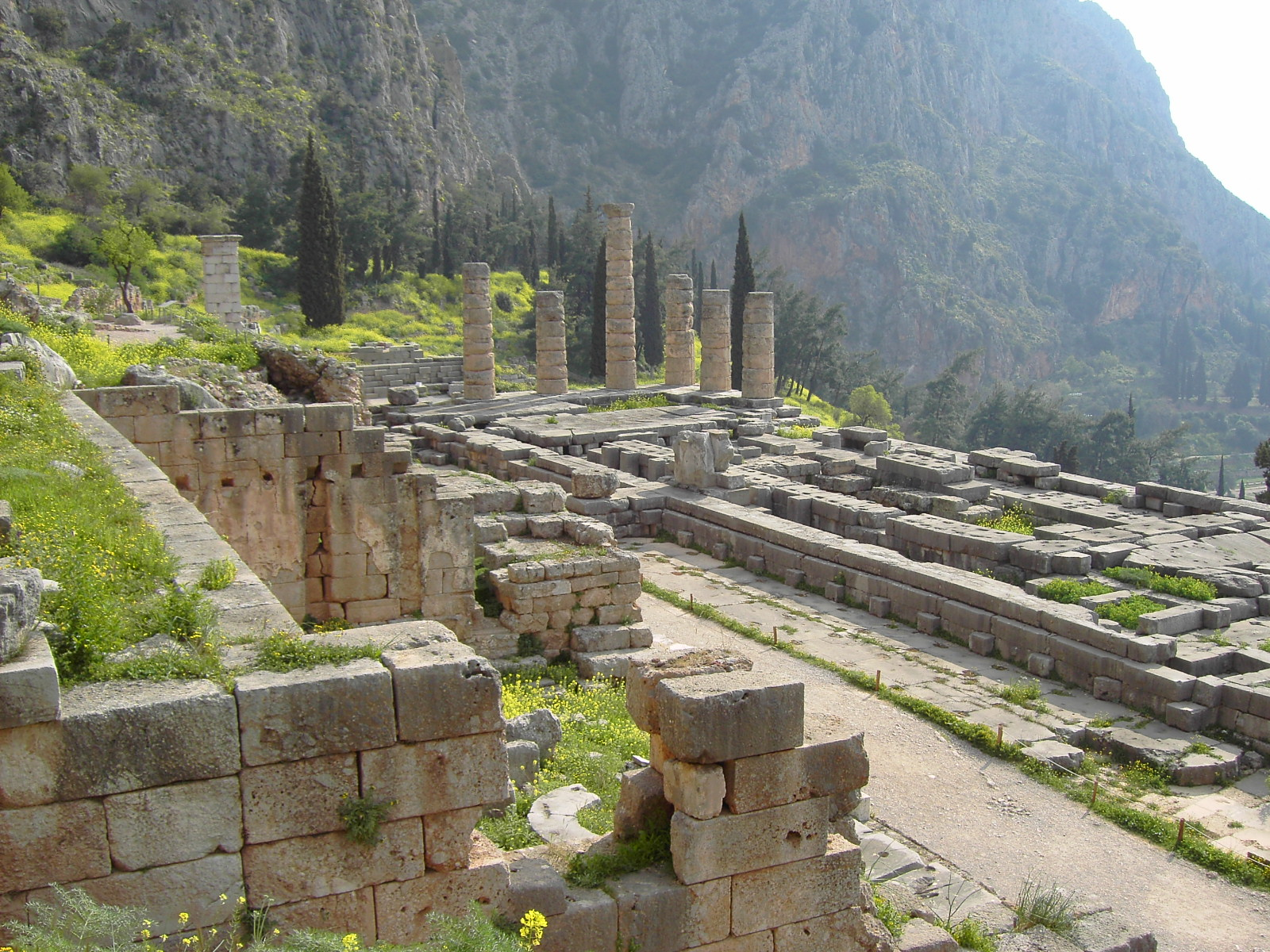
Le rovine del tempio di Apollo a Delfi

### Rapporti con la Commedia nuova
Le tragedie ad intreccio ebbero una forte influenza in particolare sulla Commedia nuova del IV secolo a.C., che adottò stabilmente questo tipo di trama. Nello Ione sono già presenti numerosi ingredienti che diverranno tipici della commedia: l'azione del caso, la seduzione, l'abbandono del neonato, il riconoscimento tramite gli oggetti lasciati col bambino, il lieto fine.